# CF Brăila în sezonul 2003-2004
Sezonul 2003-2004  reprezintă al treilea sezon în Liga a II-a pentru Dacia Unirea Brăila după doi ani petrecuți în Liga a III-a. Pe banca tehnică este instalat Mihai Ciobanu a doua oară consecutiv după ce mai fusese antrenor la Dacia Unirea Brăila în sezonul 2000-2001 la nivelul Diviziei C, startul echipei în acest sezon este foarte bun pentru că o învinge pe Dunărea Galați recent promovată în acest sezon, pe stadionul Municipal din Brăila cu scorul de 9-2 se știe că Dunărea Galați era echipa rivală a lui Dacia Unirea Brăila. Atunci FC Vaslui s-a dovedit o echipă mai constantă în joc și obține astfel promovarea în prima ligă foarte ușor având și un lot cu experiență dar și un stadion foarte bun pentru meciurile de prima ligă. 

## Echipă
| Nr. |         | Poziție | Jucător            |
| --- | ------- | ------- | ------------------ |
| -   | România | P       | Marius Mindileac   |
| -   | România | F       | Cătălin Gherbezan  |
| -   | România | F       | Gabriel Baciu      |
| -   | România | F       | Cosmin Gheorghiță  |
| -   | România | F       | Mădălin Popa       |
| -   | România | F       | Marian Samoilă     |
| -   | România | F       | Marius Humelnicu   |
| -   | România | F       | Victor Olenic      |
| 6   | România | F       | Laurențiu Ivan     |
| 10  | România | M       | Cristian Dicu      |
| -   | România | M       | Daniel Iftodi      |
| -   | România | M       | Gabriel Mărgărit   |
| -   | România | M       | Ionel Vioreanu     |
| 4   | România | M       | Claudiu Stan       |
| -   | România | M       | Petre Gheorghe     |
| -   | România | M       | Victor Crângureanu |
| 20  | România | A       | Nicolae Ciocea     |
| -   | România | A       | Claudiu Bogoș      |

## Transferuri

### Sosiri
| Post | Jucător            | De la echipa         | Sumă de transfer  | Dată |  | ---- |
| ---- | ------------------ | -------------------- | ----------------- | ---- |  | ---- |
| F    | Cătălin Gherbezan  | CS Năvodari          | liber de contract | -    |  |      |
| F    | Laurențiu Ivan     | Petrolul Moinești    | liber de contract | -    |  |      |
| M    | Victor Crângureanu | Rulmentul Alexandria | liber de contract | -    |  |      |
| M    | Gabriel Mărgărit   | Inter Gaz București  | liber de contract | -    |  |      |

### Plecări
| Post | Jucător       | De la echipa                 | Sumă de transfer  | Dată |  | ---- |
| ---- | ------------- | ---------------------------- | ----------------- | ---- |  | ---- |
| M    | Daniel Iftodi | Gloria Bistrița              | liber de contract | -    |  |      |
| M    | Sandu Culeafă | Electrica Dobrogea Constanța | liber de contract | -    |  |      |

## Seria II

### Rezultate
| Victorii | Egaluri | Înfrângeri | Cea mai mare victorie | Cea mai mare înfrangere |

### Sezon intern
| 1  | Dacia Unirea Brăila          | Midia Năvodari               |  | 2-0 |
| 2  | Callatis Mangalia            | Dacia Unirea Brăila          |  | 1-0 |
| 3  | Dacia Unirea Brăila          | Gloria Buzău                 |  | 2-1 |
| 4  | Metalul Plopeni              | Dacia Unirea Brăila          |  | 1-1 |
| 5  | Dacia Unirea Brăila          | CSM Medgidia                 |  | 2-0 |
| 6  | Oltul Sfântu-Gheorghe        | Dacia Unirea Brăila          |  | 2-4 |
| 7  | Dacia Unirea Brăila          | Laminorul Roman              |  | 5-3 |
| 8  | Precizia Săcele              | Dacia Unirea Brăila          |  | 0-1 |
| 9  | Dacia Unirea Brăila          | Electrica Dobrogea Constanța |  | 2-0 |
| 10 | Dacia Unirea Brăila          | Politehnica Iași             |  | 3-3 |
| 11 | Poiana Câmpina               | Dacia Unirea Brăila          |  | 1-3 |
| 12 | Dacia Unirea Brăila          | Petrolul Moinești            |  | 1-3 |
| 13 | FC Vaslui                    | Dacia Unirea Brăila          |  | 1-0 |
| 14 | Dacia Unirea Brăila          | Unirea Focșani               |  | 3-0 |
| 15 | FC Onești                    | Dacia Unirea Brăila          |  | 3-1 |
| 16 | Midia Năvodari               | Dacia Unirea Brăila          |  | 0-0 |
| 17 | Dacia Unirea Brăila          | Callatis Mangalia            |  | 2-0 |
| 18 | Gloria Buzău                 | Dacia Unirea Brăila          |  | 3-1 |
| 19 | Dacia Unirea Brăila          | Metalul Plopeni              |  | 2-0 |
| 20 | CSM Medgidia                 | Dacia Unirea Brăila          |  | 1-0 |
| 21 | Dacia Unirea Brăila          | Oltul Sfântu-Gheorghe        |  | 1-1 |
| 22 | Laminorul Roman              | Dacia Unirea Brăila          |  | 3-0 |
| 23 | Dacia Unirea Brăila          | Precizia Săcele              |  | 1-0 |
| 24 | Electrica Dobrogea Constanța | Dacia Unirea Brăila          |  | 0-1 |
| 25 | Politehnica Iași             | Dacia Unirea Brăila          |  | 1-1 |
| 26 | Dacia Unirea Brăila          | Poiana Câmpina               |  | 1-2 |
| 27 | Petrolul Moinești            | Dacia Unirea Brăila          |  | 2-1 |
| 28 | Dacia Unirea Brăila          | FC Vaslui                    |  | 2-1 |
| 29 | Unirea Focșani               | Dacia Unirea Brăila          |  | 1-1 |
| 30 | Dacia Unirea Brăila          | FC Onești                    |  | 3-0 |

Clasamentul după 30 etape se prezintă astfel: